# Wincenta (rzeka)
Wincenta – rzeka, lewobrzeżny dopływ Pisy o długości 25 km i powierzchni zlewni 181,8 km²[niewiarygodne źródło?]. 
Źródła Wincenty znajdują się w okolicach miejscowości Brzózki, skąd rzeka płynie w kierunku południowo-zachodnim przez gminy: Biała Piska i Pisz w powiecie piskim. Wpada do Pisy na 50,8 km jej biegu.